# Nevado del Huila
De Nevado del Huila is een stratovulkaan gelegen in het departement Huila, Colombia. Het is de hoogstgelegen vulkaan van Colombia. In de afgelopen jaren is de hoeveelheid sneeuw op de vulkaan afgenomen vanwege de opwarming van de Aarde. Na 500 jaar lang rustig geweest te zijn kwamen er zware tekenen van activiteit in 2007. Sinds 20 februari 2007 zijn er meer dan 7000 'kleine' seismische gebeurtenissen geweest. De departementen Cauca, Huila, Caldas en Valle del Cauca waren op dat moment in hoge staat van paraatheid. Een uitbarsting zou kunnen leiden tot een tragedie voor de kleine dorpen om de vulkaan, vooral in Paez waar de bewoners nog steeds de uitbarsting van de Nevado del Ruiz en de vernietiging van Armero vers in hun geheugen hebben.

## Uitbarsting 2007
Op 18 april 2007 barstte de vulkaan twee keer uit. Dit veroorzaakte lawines die neerkwamen in de rivier de Paez, waardoor het waterpeil van de Magdalena rivier steeg. Ongeveer 2500 mensen werden geëvacueerd, maar er werden geen slachtoffers gerapporteerd.

## Activiteit en uitbarsting 2008
In maart 2008 werd de vulkaan weer actief. Na meerdere aardbevingen in de vulkaan kondigde de Colombiaanse overheid op 18 maart een geel alarm af, op 29 maart werd dit verhoogd naar oranje, wat betekent dat een uitbarsting binnen een paar dagen of weken verwacht kan worden. Door deze verhoging werden honderden mensen geëvacueerd. Op 14 april vond er in de ochtend een as uitbarsting plaats waardoor de overheid overging naar rood alarm, 13.000 tot 15.000 mensen uit de omgeving van de vulkaan werden geëvacueerd. Twee dagen later werd het alarm weer verlaagd naar oranje vanwege verminderde activiteiten.
Op 21 november om kwart over twee (GMT) barstte de vulkaan uit. BBC News meldde dat verscheidene mensen waren vermist en dat nooddiensten niet bij vele afgelegen locaties kon komen. Op 23 november maakten de Colombiaanse autoriteiten bekend dat er tien doden waren gevallen, en dat er 12.000 mensen waren geëvacueerd. De uitbarsting veroorzaakte een lawine van aarde en puin die huizen, bruggen en gewassen beschadigde. De drie kleine plaatsen Paicol, La Plata en Belalcázar langs de Paez rivier waren getroffen door de uitbarsting.
President van Colombia Álvaro Uribe vloog over het getroffen gebied nadat de vulkaan was uitgebarsten. Uitgebreide instrumentatie in en om de vulkaan die was geplaatst door het nationale systeem voor de preventie en nazorg van rampen hebben volgens berichten grote dodenaantallen voorkomen. President Álvaro Uribe heeft de Colombiaanse luchtmacht bevolen een luchtbrug te maken om voor de bevoorrading te zorgen van de plaatsen langs de Paezrivier.